# Gott erhalte Franz den Kaiser

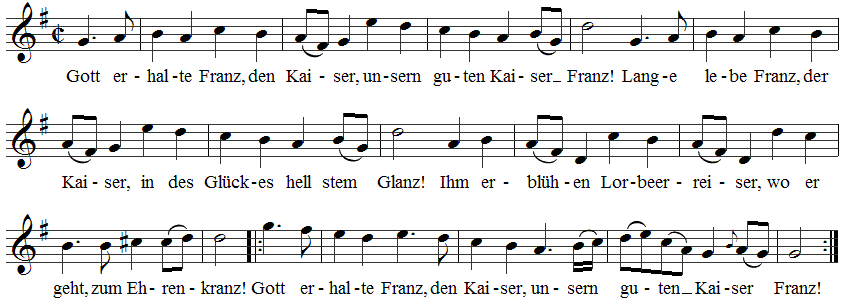
Volkhymne, för att lyssna; ogg-format, 156k.

Gott erhalte Franz den Kaiser (Gud bevare kejsar Frans), eller Volkshymne (folkhymn), var en hyllning till den siste tysk-romerske kejsaren, Frans II, skriven av Lorenz Leopold Haschka (1749–1827), till musik av Joseph Haydn. Den fortsatte att användas som Österrikes nationalsång fram till det österrikiska kejsardömets avskaffande 1919.
Musiken är numera mer känd för att den används till Tysklands nationalsång Deutschlandlied.

## Texter
Kejsarhymnen sjöngs i hela Österrike-Ungern på de olika språk som användes inom riket. Officiella versioner fanns på italienska, kroatiska, polska, rumänska, ryska, slovakiska, slovenska, tjeckiska, tyska och ungerska.

### Italienska
Inno Popolare
1. Serbi Dio l'austriaco regno

Guardi il nostro imperator!

Nella fé che gli è sostegno

Regga noi con saggio amor!

Difendiamo il servo avito

Che gli adorna il regno crin

Sempre d'Austria il soglio unito

Sia d'Asburgo col destin.

2. Pia difesa e forte insieme

Siamo al dritto ed al dover;

E corriam con lieta speme

La battaglia a sostener!

Rammentando le ferite

Che di lauri ci coprir;

Noi daremo beni e vite

Alla patria, al nostro Sir.

3. Dell'industria a' bei tesori

Sia tutela il buon guerrier;

Incruenti e miti allori

Abbian l'arti ed il saper!

Benedica il Cielo e renda

Glorioso il patrio suol,

E pacifico risplenda

Sovra l'Austria ognora il sol!

4. Siam concordi, in forze unite

Del potere il nerbo sta;

Alte imprese fian compite,

Se concordia in noi sarà.

Siam fratelli, e un sol pensiero

Ne congiunga e un solo cor;

Duri eterno questo Impero,

Salvi Iddio l' Imperator!

5. Presso a Lui, sposa beata,

Del Suo cor l’Eletta sta,

Di quei vezzi inghirlandata,

Che non temono l’età.

Sulla Mite in trono assisa

Versi il Cielo ogni suo don

Salve Augusto, salve Elisa,

E d’Asburgo la Magion!

### Kroatiska
Carevka
1. Bože živi, Bože štiti

Cara našeg i naš dom.

Vječnom Ti ih slavom kiti,

Snagom Ti ih jačaj svom.

Ti nam sretne dane množi,

Habsburškoj ih kući daj,

S njenom snagom zauvijek složi

Hrvatske nam krune sjaj.

2. Ti u našim stvori grudma

Živi ponos, krotku ćud, 

Da smo mili svijem ljudma, 

Na poštenju prvi svud. 

Ti nas krijepi svojom vjerom, 

Ravnaj naše sreće brod,

Da nam pođe pravim smjerom

Sav naš složan mili rod.

3. No kad domu zlo zaprijeti,

»U boj!« zovne Kraljev glas,

Tad na ovaj poziv sveti

Lavom budi svaki nas, 

Da pred stijegom našim gine 

Dušman svaki, Bože daj! 

A nad nama s nova sine 

Blagog mira vedri sjaj!

4. Bože živi, srećom zlati

Kraljevski nam sjajni dom,

Naša ljubav nek ga prati

Do kraj međa žiću tom;

Blago, život Kralju svome

Svaki od nas rado daj,

Vječan bud na svijetu tome

Slavne naše krune sjaj.

### Polska
Hymn Ludowy
1. Boże wspieraj, Boże ochroń

Nam Cesarza i nasz kraj,

Tarczą wiary rządy osłoń,

Państwu Jego siłę daj.

Brońmy wiernie Jego tronu,

Zwróćmy wszelki wroga cios,

Bo z Habsburgów tronem złączon

Jest na wieki Austrii los.

2. Obowiązkom swoim wierni

Strzeżmy pilnie świętych praw

W ich obronie niech się spełni

powołanie do cnych spraw!

Pomni, jak to skroń żołnierza

Świetnie zdobi lauru krzew

Nieśmy chętnie za Monarchę,

Za Ojczyznę mienie, krew!

3. Ludu pilnej pracy zbiory

Niech osłania zbrojna moc

Niechaj kwitną ducha twory

Niech rozświetla światło noc!

Austrii Boże daj wsławienie

Na szczyt chwały racz ją wznieść

Słońca swego skłoń promienie

Ku jej chwale, na jej cześć! 

### Rumänska
Doamne sânte, intaresce

Pra al nostru Împărat!

Sa domneasca ’nteleptesce

Pe dreptate răzimat!

Părintescule-i coroane

Credincios sa-i aperam:

De-a Habsburgei nalte troane

Soartea noastră s’o legam!

### Rutenska
Бóже, бýди покровитель

Цїcарю, Єгó краям!

Крiпкий вiрою бравитель,

Мýдро най провóдить нам!

Прáдїдну Єгó корóну

Боронїм від ворога,

Тїсно із Гáбсбургів трóном

Сплéлась Áвстриї судьбá!

### Slovenska
Ljudska Himna
Bog ohrani, Bog obvari

Nam Cesarja, Avstrijo!

Modro da nam gospodari

S svete vere pomočjo.

Branimo mu krono dedno

Zoper vse sovražnike,

S habsburškim bo tronom vedno

Sreča trdna Avstrije.

### Tjeckiska
1. Zachovej nám Hospodine

Císaře a naši zem

Dej, ať z víry moc mu plyne

Ať je moudrým vladařem

Hajme věrně trůnu Jeho

Proti nepřátelům všem

Osud trůnu Habsburského

Rakouska je osudem.

2. Plňme věrně povinnosti

Braňme právo počestně

A když třeba, s ochotností

V boj se dejme statečně

Na paměti věčné mějme

Slávu vojska vítěznou

Jmění, krev i život dejme

Za Císaře, za vlast svou!

3. Čeho nabyl občan pilný

Vojín zbraní zastávej

Uměním i vědou silný

Duch se vzmáhej, jasně skvěj

Bože račiž přízeň dáti

Naší vlasti milené

Slunce Tvé ať věčně svítí

Na Rakousko blažené.

4. Stůjme k sobě v každou chvíli

Svornost jenom moci dá

Spojené kde vládnou síly

Vše se snadno překoná

Když se ruka k ruce vine

Tak se dílo podaří

Říš Rakouská nezahyne

Sláva vlasti, Císaři!

5. Císaři po boku vládne

Rodem, duchem spřízněná

V kráse, která neuvadne

Císařovna vznešená

Bože račiž přízeň svoji

Habsburskému domu dát

Františkovi Josefovi

Alžbětě rač požehnat!

### Tyska
1. Gott erhalte, Gott beschütze

Unsern Kaiser, unser Land!

Mächtig durch des Glaubens Stütze

Führt er uns mit weiser Hand!

Laßt uns seiner Väter Krone

Schirmen wider jeden Feind:

Innig bleibt mit Habsburgs Throne

Österreichs Geschick vereint.

2. Fromm und bieder, wahr und offen

Laßt für Recht und Pflicht uns stehn;

Laßt, wenns gilt, mit frohem Hoffen

Mutvoll in den Kampf uns gehn!

Eingedenk der Lorbeerreiser

Die das Heer so oft sich wand:

Gut und Blut für unsern Kaiser,

Gut und Blut fürs Vaterland!

3. Was der Bürger Fleiß geschaffen

Schütze treu des Kaisers Kraft;

Mit des Geistes heitren Waffen

Siege Kunst und Wissenschaft!

Segen sei dem Land beschieden

Und sein Ruhm dem Segen gleich;

Gottes Sonne strahl' in Frieden

Auf ein glücklich Österreich!

4. Laßt uns fest zusammenhalten,

In der Eintracht liegt die Macht;

Mit vereinter Kräfte Walten

Wird das Schwere leicht vollbracht,

Laßt uns Eins durch Brüderbande

Gleichem Ziel entgegengehn!

Heil dem Kaiser, Heil dem Lande,

Österreich wird ewig stehn!

5. An des Kaisers Seite waltet,

Ihm verwandt durch Stamm und Sinn,

Reich an Reiz, der nie veraltet,

Uns're holde Kaiserin.

Was als Glück zu höchst gepriesen

Ström' auf sie der Himmel aus:

Heil Franz Josef, Heil Elisen,

Segen Habsburgs ganzem Haus!

6. Heil auch Öst'reichs Kaisersohne,

Froher Zukunft Unterpfand,

Seiner Eltern Freud' und Wonne,

Rudolf tönt's im ganzen Land,

Unsern Kronprinz Gott behüte,

Segne und beglücke ihn,

Von der ersten Jugendblüthe

Bis in fernste Zeiten hin.

### Ungerska
Tartsa Isten, óvja Isten

Királyunk s a közhazát!

Erőt lelve a szent hitben

Ossza bölcs parancsszavát!

Hadd védnünk ős koronáját

Bárhonnét fenyítse vész!

Magyar honnal Habsburg trónját

Egyesíté égi kéz. 